# Sigfrid Hansson
Hans Sigfrid Hansson (ur. 18 stycznia 1901, zm. 13 listopada 1971) – szwedzki zapaśnik walczący w obu stylach. Olimpijczyk z Paryża 1924, gdzie zajął czwarte miejsce w wadze koguciej, w stylu klasycznym i dziewiąte miejsce w wadze piórkowej, w stylu wolnym.
Triumfator mistrzostw Europy w 1926. Mistrz nordycki w 1963. Mistrz kraju w 1924 i 1925 w stylu klasycznym.

## Letnie Igrzyska Olimpijskie 1924

### Waga kogucia, styl klasyczny
| Konkurencja          | Rundy eliminacyjne     | Rundy eliminacyjne | Rundy eliminacyjne    | Rundy eliminacyjne     | Rundy eliminacyjne       | Rundy eliminacyjne    | Klas. końcowa |
| Konkurencja          | Przeciwnik I           | Przeciwnik II      | Przeciwnik III        | Przeciwnik IV          | Przeciwnik V             | Przeciwnik VI         | Miejsce       |
| -------------------- | ---------------------- | ------------------ | --------------------- | ---------------------- | ------------------------ | --------------------- | ------------- |
| 58 kg styl klasyczny | Anselm Ahlfors (FIN) P | Wolny los Z        | Armand Magyar (HUN) Z | József Tasnádi (HUN) Z | Adolf Herschmann (AUT) Z | Eduard Pütsep (EST) P | 4.            |

### Waga piórkowa, styl wolny
| Konkurencja      | Rundy eliminacyjne     | !Turniej o brązowy medal | !Turniej o brązowy medal | Klas. końcowa |
| Konkurencja      | 1/8                    | Przeciwnik I             | Przeciwnik II            | Miejsce       |
| ---------------- | ---------------------- | ------------------------ | ------------------------ | ------------- |
| 61 kg styl wolny | Chester Newton (USA) P | Aage Torgensen (DEN) Z   | Katsutoshi Naitō (JPN) P | 9.            |